# Бородіно (станція)
Бородіно (рос. Бородино) — залізнична станція Смоленського (Білоруського) напрямку Московської залізниці у Можайському міському окрузі Московської області. Входить до складу Смоленського центру організації роботи залізничних станцій ДЦС-6 Московської дирекції управління рухом. За характером основної роботи є проміжною, за обсягом виконуваної роботи віднесена до 4 класу.
Перша станція і зупинний пункт Смоленського регіону на цьому напрямку.
Має дві берегові платформи: високу і низьку.
Середній час руху від Москва-Білоруська — 2 години. Станція є найдальшою на цьому напрямку, що має пряме сполучення з Москвою електропоїздами. На станції можлива пересадка на місцеві приміські поїзди від Можайська або Бородіна до Гагаріна/Вязьми.